# Кубок України з футболу серед аматорів 2012
Кубок України з футболу серед аматорських команд 2012 — 16-й розіграш Кубка України під егідою ААФУ.
У розіграші Кубка взяли участь 19 аматорських команди з 13 областей України і АР Крим.
| Команда         | Місто/село             | Область           |
| --------------- | ---------------------- | ----------------- |
| «Авангард»      | м. Новоград-Волинський | Житомирська       |
| «Буревісник»    | с. Петрове             | Кіровоградська    |
| «Гвардієць»     | смт Гвардійське        | АР Крим           |
| «Динамо-Фастів» | м. Фастів              | Київська          |
| «Діназ»         | м. Вишгород            | Київська          |
| «Збруч»         | м. Волочиськ           | Хмельницька       |
| «Зоря»          | с. Білозір'я           | Черкаська         |
| «Зоря-Енергія»  | смт Романів            | Житомирська       |
| «Карпати»       | м. Яремче              | Івано-Франківська |
| «Колос»         | с. Хлібодарівка        | Херсонська        |
| «Легіон»        | м. Житомир             | Житомирська       |
| ЛКТ             | м. Чернігів            | Чернігівська      |
| «Нове Життя»    | с. Андріївка           | Полтавська        |
| ОДЕК            | смт Оржів              | Рівненська        |
| «Підгір'я»      | м. Сторожинець         | Чернівецька       |
| «Ретро»         | м. Ватутіне            | Черкаська         |
| «Совіньйон»     | смт Таїрове            | Одеська           |
| ФК «Тарутине»   | смт Тарутине           | Одеська           |
| «Торпедо»       | м. Миколаїв            | Миколаївська      |

## Перелік матчів

### Попередній етап
|                                    | Заг.                               |                                    | Матч 1                             | Матч 2                             |
| 15-22 серпня і 29 серпня 2012 року | 15-22 серпня і 29 серпня 2012 року | 15-22 серпня і 29 серпня 2012 року | 15-22 серпня і 29 серпня 2012 року | 15-22 серпня і 29 серпня 2012 року |
| ---------------------------------- | ---------------------------------- | ---------------------------------- | ---------------------------------- | ---------------------------------- |
| ЛКТ                                | 4:1                                | «Авангард»                         | 3:1                                | 1:0                                |
| «Колос»                            | 3:0                                | «Буревісник»                       | 2:0                                | 1:0                                |

### 1/8 фіналу
|                                          | Заг.                                     |                                          | Матч 1                                   | Матч 2                                   |
| 15, 22, 29 серпня та 5 вересня 2012 року | 15, 22, 29 серпня та 5 вересня 2012 року | 15, 22, 29 серпня та 5 вересня 2012 року | 15, 22, 29 серпня та 5 вересня 2012 року | 15, 22, 29 серпня та 5 вересня 2012 року |
| ---------------------------------------- | ---------------------------------------- | ---------------------------------------- | ---------------------------------------- | ---------------------------------------- |
| «Підгір'я»                               | 1:3                                      | ОДЕК                                     | 1:2                                      | 0:1                                      |
| «Карпати»                                | 3:2                                      | «Збруч»                                  | 3:1                                      | 0:1                                      |
| ЛКТ                                      | 3:1                                      | «Діназ»                                  | 2:0                                      | 1:1                                      |
| «Зоря-Енергія»                           | 2:5                                      | «Зоря»                                   | 1:1                                      | 1:4                                      |
| «Динамо-Фастів»                          | 0:3                                      | «Ретро»                                  | 0:3                                      | 0:0                                      |
| «Нове Життя»                             | 5:1                                      | «Колос»                                  | 4:0                                      | 1:1                                      |
| «Гвардієць»                              | 8:1                                      | «Торпедо»                                | 5:0                                      | 3:1                                      |
| ФК «Тарутине»                            | 4:4                                      | «Совіньйон»                              | 3:2                                      | 1:2                                      |

### Чвертьфінали
|                                 | Заг.                            |                                 | Матч 1                          | Матч 2                          |
| 25 вересня і 3 жовтня 2012 року | 25 вересня і 3 жовтня 2012 року | 25 вересня і 3 жовтня 2012 року | 25 вересня і 3 жовтня 2012 року | 25 вересня і 3 жовтня 2012 року |
| ------------------------------- | ------------------------------- | ------------------------------- | ------------------------------- | ------------------------------- |
| ОДЕК                            | 2:2                             | «Карпати»                       | 0:0                             | 2:2                             |
| ЛКТ                             | 4:2                             | «Зоря»                          | 1:1                             | 2:1                             |
| «Ретро»                         | 1:5                             | «Нове Життя»                    | -:+                             | 1:5                             |
| «Гвардієць»                     | 3:2                             | «Совіньйон»                     | 2:2                             | 0:1                             |

### Півфінали
|                              | Заг.                         |                              | Матч 1                       | Матч 2                       |
| 14, 17 і 23 жовтня 2012 року | 14, 17 і 23 жовтня 2012 року | 14, 17 і 23 жовтня 2012 року | 14, 17 і 23 жовтня 2012 року | 14, 17 і 23 жовтня 2012 року |
| ---------------------------- | ---------------------------- | ---------------------------- | ---------------------------- | ---------------------------- |
| ОДЕК                         | 4:1                          | ЛКТ                          | 2:1                          | 2:0                          |
| «Нове Життя»                 | 1:0                          | «Гвардієць» (Гвардійське)    | 1:0                          | 0:0                          |

### Фінал
|                                   | Заг.                              |                                   | Матч 1                            | Матч 2                            |
| 28 жовтня і 4 листопада 2012 року | 28 жовтня і 4 листопада 2012 року | 28 жовтня і 4 листопада 2012 року | 28 жовтня і 4 листопада 2012 року | 28 жовтня і 4 листопада 2012 року |
| --------------------------------- | --------------------------------- | --------------------------------- | --------------------------------- | --------------------------------- |
| ОДЕК                              | 2:3                               | «Нове Життя»                      | 1:1                               | 1:2 (д.ч.)                        |

| Володар Кубка України серед аматорів 2012 |
| ----------------------------------------- |
| «Нове Життя» Вперше                       |